# Finnøy
Finnøy és un municipi situat al comtat de Rogaland, Noruega. Té 3.221 habitants (2016) i la seva superfície és de 104.41 km². El centre administratiu del municipi és el poble de Judaberg.